# Conotrachelus crinitus
Conotrachelus crinitus – gatunek chrząszcza z rodziny ryjkowcowatych.

## Zasięg występowania
Ameryka Południowa, występuje w Brazylii.

## Budowa ciała
Ciało nieco wydłużone. Przednia krawędź pokryw szersza od przedplecza. Na udach ostrogi.